# Lauri Haataja
Lauri Haataja, född 21 augusti 1947 i Pyhäntä, död 4 september 2012 i Helsingfors, var en finländsk skriftställare.
Haataja blev politices licentiat 1981. Han innehade 1971–1993 olika lärar- och forskarbefattningar vid Helsingfors universitet och var 1996–2004 chef för Finlands jaktmuseum i Riihimäki. Han författade och redigerade ett stort antal arbeten om det moderna Finlands historia, bland annat Demokratian opissa – SKP, vaaran vuodet ja Neuvostoliitto (1988), Kun kansa kokosi itsensä – suomalaisten talvisota (1989), Tekijät ja näkijät (1996), Talvisotakirja (1999) och Presidenttikirja (2001).